# Pierre Cardin
Pierre Cardin (UK: /ˈkɑːrdæ̃, -dæn/, US: /kɑːrˈdæ̃, -ˈdæn/, tiếng Pháp: [pjɛʁ kaʁdɛ̃]; hay Pietro Costante Cardin (ngày 2 tháng 7 năm 1922 – ngày 29 tháng 12 năm 2020), là một nhà thiết kế thời trang người Pháp gốc Ý. Ông được biết đến với phong cách thiết kế tiên phong Space Age của mình. Ông ưa thích các hình dạng và họa tiết hình học, thường bỏ qua hình thức phụ nữ. Ông tiến sâu vào thời trang unisex, đôi khi mang tính thử nghiệm và đôi lúc phi thực tế. Pierre thành lập hãng thời trang của mình vào năm 1950 và giới thiệu "bubble dress" vào năm 1954.
Ông được bổ nhiệm làm Đại sứ thiện chí của UNESCO vào năm 1991, và Đại sứ thiện chí của FAO năm 2009.

## Tiểu sử
Pierre Cardin tên thật là Pietro Cardin sinh ngày 2 tháng 7 năm 1922, gần Venezia, Ý, trong một gia đình bố mẹ là người Pháp. Ông đã chuyển đến Paris năm 1945. Ở đây ông đã theo học ngành kiến trúc và đã làm việc với Jeanne Paquin sau chiến tranh. Sau đó ông làm việc với Elsa Schiaparelli cho đến khi ông trở thành người đứng đầu của xưởng may của Christian Dior năm 1947, nhưng ông đã từ chối công việc tại Balenciaga.
Năm 1939, ông rời nhà để làm việc cho một thợ may ở Vichy, nơi ông bắt đầu làm bộ quần áo cho phụ nữ. Trong Thế chiến II, ông đã làm việc trong Hội Chữ thập đỏ, và tiếp tục cho đến ngày nay. Ông đã lập xưởng riêng của mình năm 1950 và bắt đầu thời trang cao cấp vào năm 1953.
Cardin mất ngày 29 tháng 12 năm 2020, tại bệnh viện Mỹ ở Paris, Neuilly-sur-Seine, thọ 98 tuổi. Nguyên nhân cái chết không được công bố.

## Thương hiệu

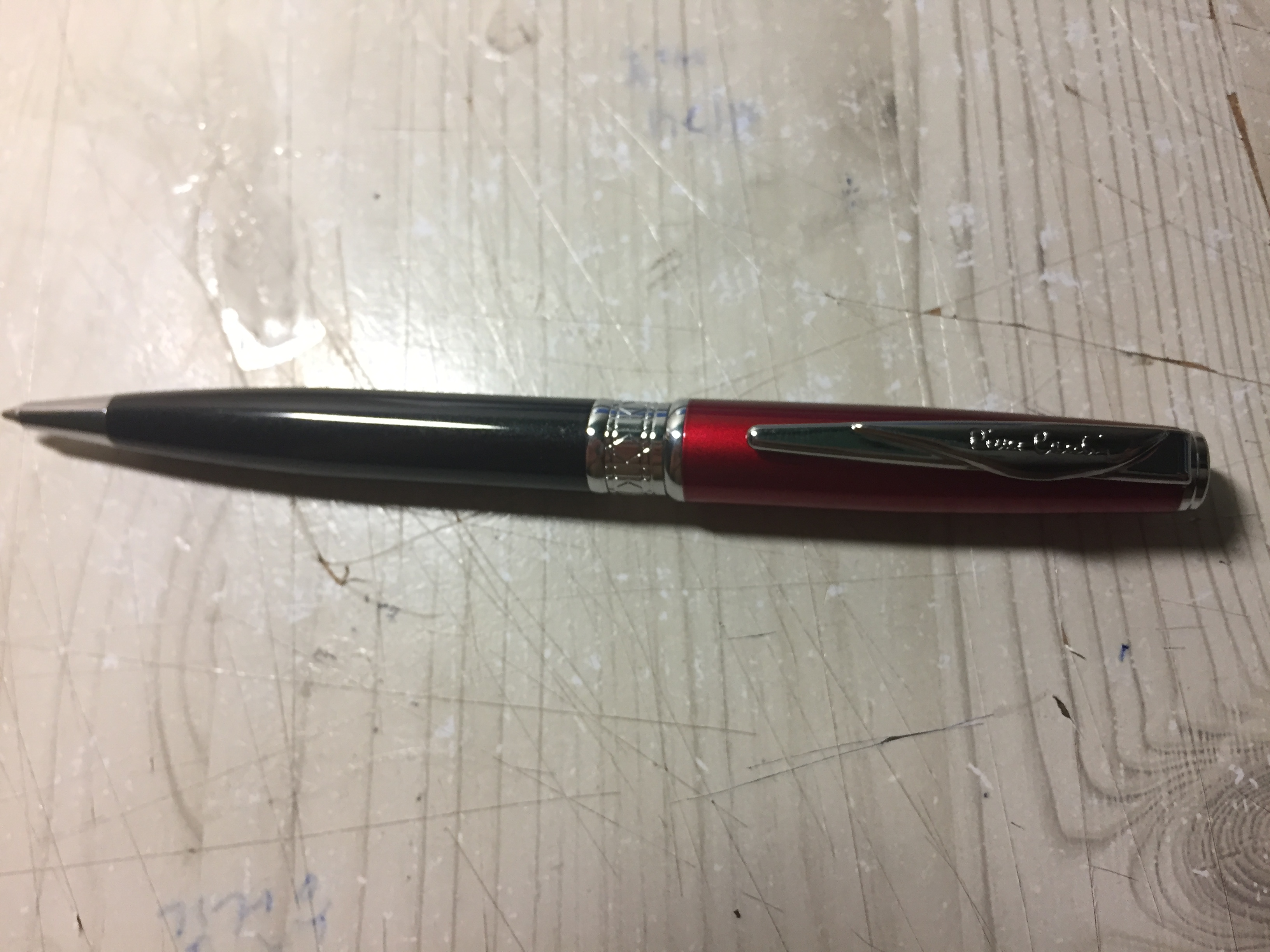
Bút bi của Pierre Cardin

Pierre Cardin đã sử dụng tên của chính ông như một thương hiệu, ban đầu đây là một thương hiệu thời trang danh tiếng, sau đó vào những năm 1960 mở rộng thành công sang nước hoa và mỹ phẩm.
Từ khoảng năm 1988, ông đã phát triển các thỏa thuận cấp phép với các ngành công nghiệp, đưa tên thương hiệu của ông lên một số lượng lớn hàng tiêu dùng, bao gồm mỹ phẩm, bút, mũ bóng chày, thiết bị nhà bếp và thậm chí cả thuốc lá. Ông từng nói rằng sẽ ghi tên mình vào một cuộn giấy vệ sinh nếu có cơ hội. Tuy nhiên, cái tên Cardin vẫn thu được rất nhiều lợi nhuận, mặc dù việc cấp phép rộng rãi đã làm xói mòn uy tín của thương hiệu.

## Phong cách

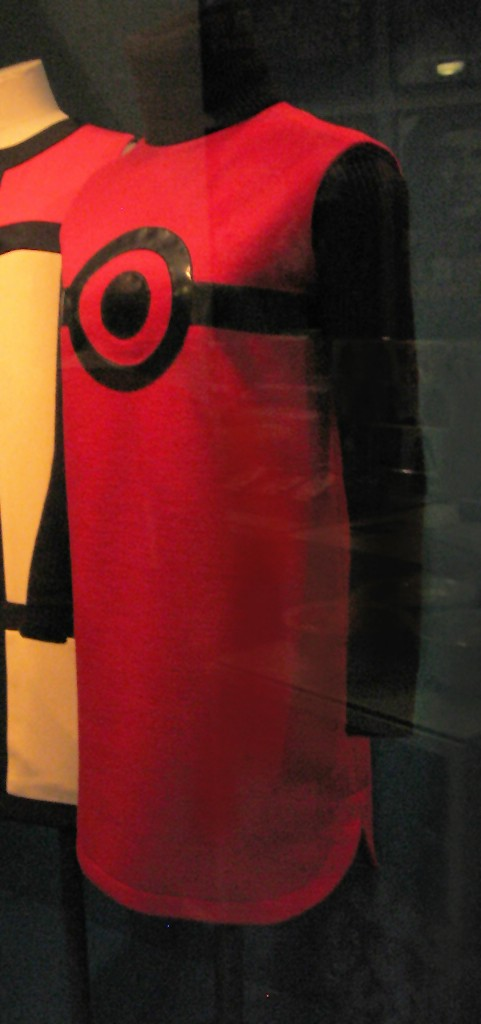
Mẫu áo do Pierre Cardin thiết kế năm 1967

Cardin nổi tiếng với phong cách tiên phong (avant-garde) và các thiết kế thời đại du hành vũ trụ của mình. Ông thích các mô típ và kiểu dáng hình học và thường bỏ qua hình thức nữ tính. Ông tiến vào các phong cách thời trang đơn tính, nhiều khi mang tính thử nghiệm chứ không thực tế. Ông đã trình làng "bubble dress" năm 1954. Sau đó, ông đã thiết kế bộ đồ không gian cho NASA (Cơ quan Hàng không và Vũ trụ Quốc gia) và ảnh hưởng đến bộ đồng phục Star Trek trong loạt phim truyền hình.
Cardin là nhà thời trang đầu tiên biến Nhật Bản thành một thị trường thời trang cao cấp khi ông đến Nhật năm 1959.

## Sự nghiệp

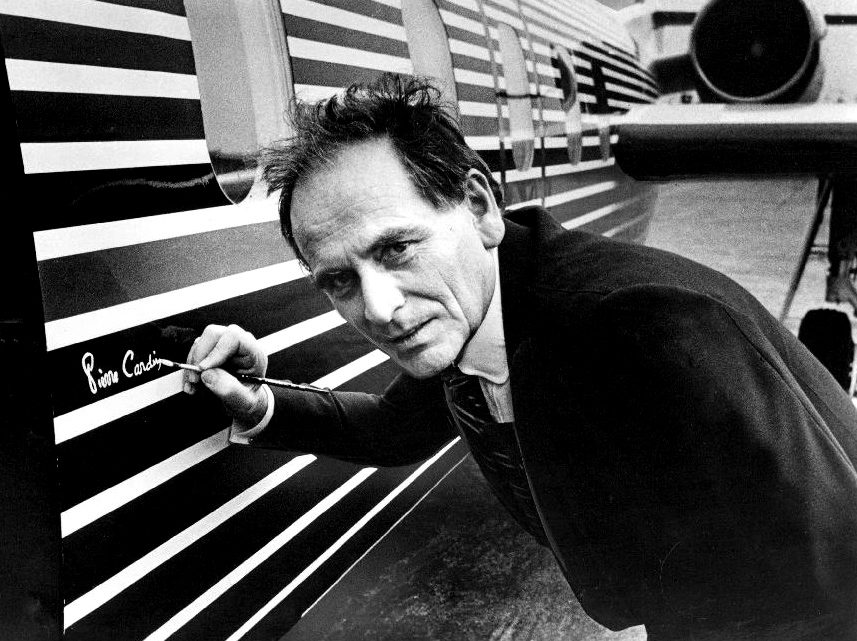
Pierre Cardin ký tên vào thiết kế mới nhất của ông, một chiếc máy bay điều hành (1978)

Năm 1960, Pierre cho ra mắt một bộ sưu tập quần áo tung ra khoảng thời gian này có in hình logo trên các sản phẩm may mặc lần đầu tiên. Sau đó ông cũng đã hợp tác với Pakistan International Airlines để thiết kế những bộ đồng phục cho hãng hàng không quốc tế này, và được giới thiệu vào năm 1966 năm 1971.
Cardin cũng gia nhập vào thiết kế ngành công nghiệp ô tô bằng cách phát triển 13 thiết kế cơ bản "chủ đề" đó sẽ được áp dụng cho các sản phẩm khác nhau, mỗi cách nhất quán và dễ nhận biết mang tên và logo của mình. Ông được giao nhiệm vụ thiết kế đồng phục và các loại quần áo khác cho chính phủ, hãng hàng không và các công ty khác. Ông đã thiết kế những bộ com lê không có ve áo cho ban nhạc Beatles. Tập đoàn American Motors Corporation (AMC) đã ký hợp đồng với ông vào năm 1972 để tạo ra nội thất của mẫu xe Javelin, sử dụng các loại vải táo bạo và kỳ lạ cùng các hoa văn hoang dã.

## Đời tư
Lối sống và công việc của Cardin phản ánh sự khinh bỉ đối với đạo đức Cơ đốc lúc bấy giờ. Giống như tất cả các nhà thiết kế thời kỳ đó, ông đã giới thiệu những mẫu thời trang risqué như váy ngắn, đồ bơi và những sáng tạo "sang trọng" của mình.
Cuộc sống cá nhân của ông kéo theo sự vô luân hỗn loạn của cuộc Cách mạng Tình dục. Trong những năm 1960, ông vẫn ngoại tình với nữ diễn viên Jeanne Moreau. Sau đó, ông có mối quan hệ đồng tính lâu dài với nhà thiết kế thời trang người Pháp Andre Oliver, người đã qua đời vào năm 1993.